# Bernhard Rosa

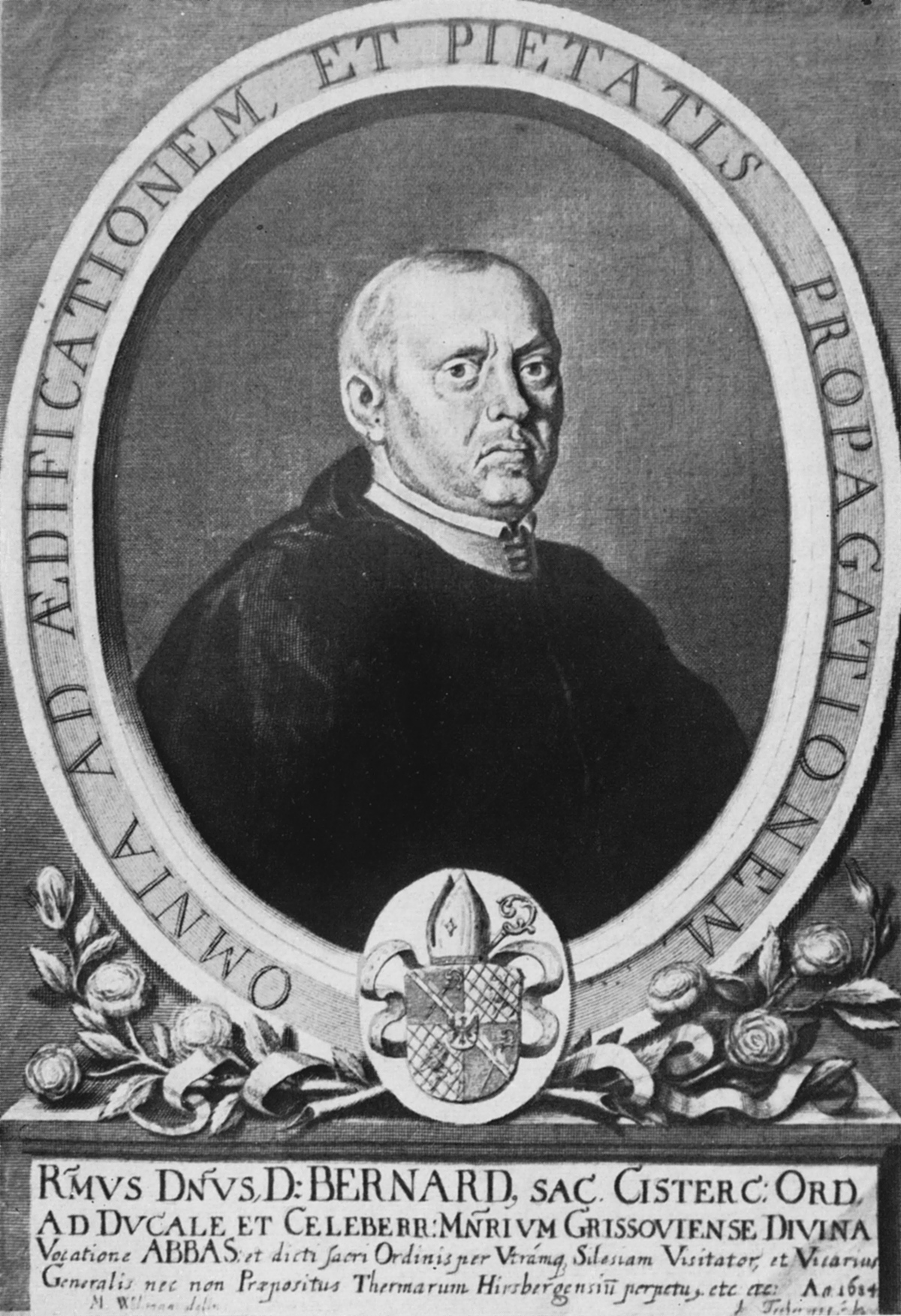
Abt Bernhard Rosa

Bernhard Rosa SOCist (latinisiert: Bernardus Rosa; * 24. Juni 1624 in Glogau; † 1. November 1696 in Grüssau) war Abt der Zisterzienserabtei Grüssau und ein bedeutender Reformer seines Ordens.

## Herkunft und Ausbildung
Bernhard Rosa wurde als Johann Christoph Rose geboren. Sein Vater Johann Peter Rose war Notar in Glogau, wo zahlreiche Familienmitglieder dem geistlichen Stand angehörten aber auch als Bürgermeister, Ratsherren, Kaufleute und Juristen tätig waren.
Bernhard besuchte die Glogauer Lateinschule, musste jedoch im Dreißigjährigen Krieg 1639 vor den Schweden nach Polen flüchten. Auch das anschließende Rhetorikstudium in Breslau musste er kriegsbedingt unterbrechen. Nach der weiteren Ausbildung in Brünn studierte er Philosophie an der Universität Köln, wo er 1646 den akademischen Grad eines Magisters erwarb. Anschließend entschied er sich für den geistlichen Stand. Zu einem geplanten Theologiestudium in Rom kam es nicht, da er auf der Reise dorthin erkrankte und das Vorhaben aufgab. Er setzte sein Studium in München fort und kehrte dann nach Schlesien zurück, wo er Alumne des Priesterseminars in Neisse wurde. Dort gehörte der spätere Breslauer Fürstbischof Sebastian von Rostock zu seinen Lehrern.

## Prior von Heinrichau
Nachdem er in Neisse den dort im Exil lebenden Heinrichauer Abt Georg Welzel kennengelernt hatte, entschloss sich Rosa 1649 zum Eintritt in das Kloster Heinrichau. Als Novize nahm er den Vornamen Bernhard an. Unter Abt Melchior Welzel wurde er 1653 zum Prior und Novizenmeister ernannt. In diesem Amt erwarb er sich große Verdienste um die Neuorganisation der Seelsorge in den zum Kloster gehörenden Ortschaften sowie um den Wiederaufbau des vom Krieg völlig verwüsteten Klosters. Im Streit zwischen den schlesischen Zisterziensern und dem Breslauer Fürstbischof um die kirchliche Exemtion konnte er als Abgesandter seines Abtes mehrere Vermittlungsgespräche führen. Als Sekretär des Abtes nahm er auch an den Klostervisitationen teil und gewann so Einblicke in die einzelnen Zisterzienserkonvente.

## Abt von Grüssau
1660 wählten die Grüssauer Mönche Bernhard Rosa zu ihrem neuen Abt. Auch dieses Kloster hatte im Dreißigjährigen Krieg große Schäden an den Klosterbesitzungen und den Klostergebäuden erlitten. Bernhard reformierte den Konvent und die Verwaltung der Güter. Mit der Verbesserung der landwirtschaftlichen Methoden und Förderung der Weberei im Stiftsland sowie Hebung der Bildung der Untertanen konnten die stiftseigenen Dominien höhere Erträge erwirtschaften und so die Basis für den anstehenden Wiederaufbau von Kloster und Kirche geschaffen werden. Auch die Zünfte der Züchner und Strumpstricker im Stiftsland blühten auf. Die Leinenmärkte der Städte Schömberg und Liebau wurden durch Schutzgesetze des Abtes gefördert.
Bald nach seiner Wahl wurde Bernhard Rosa Vertrauensmann des Ordensgenerals. Generalabt Jean Petit vom Kloster Cîteaux ernannte ihn 1673 zum Vicarius generalis und Visitator für Schlesien. 1674 wurde er außerordentlicher Visitator und Schiedsrichter der Konvente im Königreich Polen. Er visitierte regelmäßig die ihm unterstellten Klöster und hielt jährliche Provinzialkapitel ab, wobei er die Durchführung der Beschlüsse überwachte. Begabte Mönche, die zum Promotionsstudium an die katholischen Universitäten Wien und Graz geschickt wurden, stiegen nach ihrer Rückkehr in höhere Positionen auf. Sie wirkten auch in anderen Klöstern als Professoren und Novizenmeister. Bei den anstehenden Abtswahlen gelang es Bernhard Rosa häufig, Mönche seiner Schule durchzusetzen. So z. B. Heinrich Kahlert, den bedeutendsten Abt von Heinrichau. Schließlich konnte Bernhard Rosa 1677 den über hundertjährigen Exemtionsstreit mit dem Breslauer Fürstbischof Friedrich von Hessen-Darmstadt zugunsten des Ordens beilegen. Im selben Jahr erließ er für die praktische Seelsorge neue Pfarrstatuten (Statuta parachorum). An den Landtagen der Fürstentümer Schweidnitz und Jauer wirkte er als Führer der katholischen Stände. Erfolgreich setzte er sich beim Kaiser für Steuererleichterungen seiner Untertanen ein.
Bernhard Rosa gehörte zu den Wegbereitern der schlesischen Barockkunst. Er gründete in Grüssau eine Maurerkolonie und eine Bildhauerwerkstätte für kirchliche Kunst, an der er namhafte Künstler beschäftigte und die bis zur Säkularisation bestand. Während seiner Amtszeit wurden im Stiftsland mehr als zwanzig kirchliche Bauwerke geschaffen, unter ihnen so bedeutende wie die Stadtpfarrkirche von Schömberg und die Josephskirche in Grüssau. Letztere besitzt mit dem Freskenzyklus von Michael Willmann das größte Werk dieses Künstlers. Er schuf auch die Entwürfe für die 32 Bilder zur Passionsgeschichte für das 1682 von Abt Rosa herausgegebene Grüssauer Passionsbuch, das im Glatzer Verlag des Andreas Frantz Pega gedruckt wurde.
In der Reformation ist die Anzahl der Grüssauer Mönche zu Ende des 16. Jahrhunderts so weit zurückgegangen, dass eine regelmäßige Pfarrseelsorge in den zum Kloster gehörenden Dörfern nicht mehr möglich war. Im Dreißigjährigen Krieg wurden die andersgläubigen Untertanen der Sympathie mit den Schweden verdächtigt, von denen das Kloster dreimal geplündert wurde. Auch die Ermordung des Abtes Martin Clavaei (1620) und ein Mordanschlag auf Abt Adam Wolfgang (1626) wurden ihnen zur Last gelegt. Dadurch herrschte zwischen diesen und dem Kloster eine gespannte Stimmung. Gegen die Andersgläubigen ging Bernhard Rosa im Zuge der Gegenreformation entschieden und ohne Rücksicht vor. Dabei erhielt er geistige Unterstützung von seinem Freund Angelus Silesius. Zwar versuchte der Abt, die Untertanen mit Volkspredigten und anderen religiösen Angeboten zum alten Glauben zurückzuführen, am Ende stellte er sie jedoch vor die Wahl, katholisch zu werden oder auszuwandern. Etwa achthundert Menschen verließen daraufhin das Stiftsland. Deren freigewordene Stellen wurden mit katholischen Webern aus der Grafschaft Glatz, aus dem Braunauer Land und aus anderen ostböhmischen Gebieten besetzt. Nachdem die Stände den Abt wegen dessen Religionseifer bei Kaiser Leopold I. verklagten, rechtfertigte er sich mehrmals, wobei er auch auf die wirtschaftlich Blüte seines Stiftslandes hinwies.
Trotzdem erwarb sich Bernhard Rosa auch Verdienste um seine Untertanen. Neben seiner Härte in religiöser Hinsicht war er auch mildtätig. In den Pfarreien richtete er eine geregelte Armenpflege ein. Er erbaute drei Hospitäler und suchte die Kranken persönlich auf. An dem von ihm gegründeten Klostergymnasium wurden fünfzig Freiplätze für Söhne armer Untertanen vergeben. Begabte Klosterschüler wurden auf Stiftskosten zum Studium nach Prag geschickt. Viele von ihnen wirkten nach ihrer Rückkehr als Ärzte und Juristen im Klosterland. Auch die in eigenen Kursen ausgebildeten Lehrer des Klosterlandes trugen wesentlich zur Hebung der Bildung der Untertanen bei.
1669 gründete Bernhard Rosa die Grüssauer Josephsbruderschaft, von deren Mitgliedern u. a. auch Werke der praktischen Nächstenliebe erwartet wurden. Mit ihr sollte eine Erneuerung und Vertiefung des Glaubens erreicht werden. Bei seinem Tod zählte sie mehr als 40.000 Mitglieder.